# Ипсилон² Гидры
Ипсилон² Гидры (лат. υ² Hydrae), 40 Гидры (лат. 40 Hydrae), HD 87504 — двойная звезда в созвездии Гидры на расстоянии приблизительно 314 световых лет (около 96,4 парсек) от Солнца. Видимая звёздная величина звезды — +4,6m.

## Характеристики
Первый компонент — бело-голубая звезда спектрального класса B6IV, или B8V, или B8, или B9III-IV. Масса — около 4,127 солнечной, радиус — около 3,762 солнечного, светимость — около 181,552 солнечной. Эффективная температура — около 11299 K.
Второй компонент — коричневый карлик. Масса — около 35,45 юпитерианской. Удалён в среднем на 2,399 а.е..